# Sebha

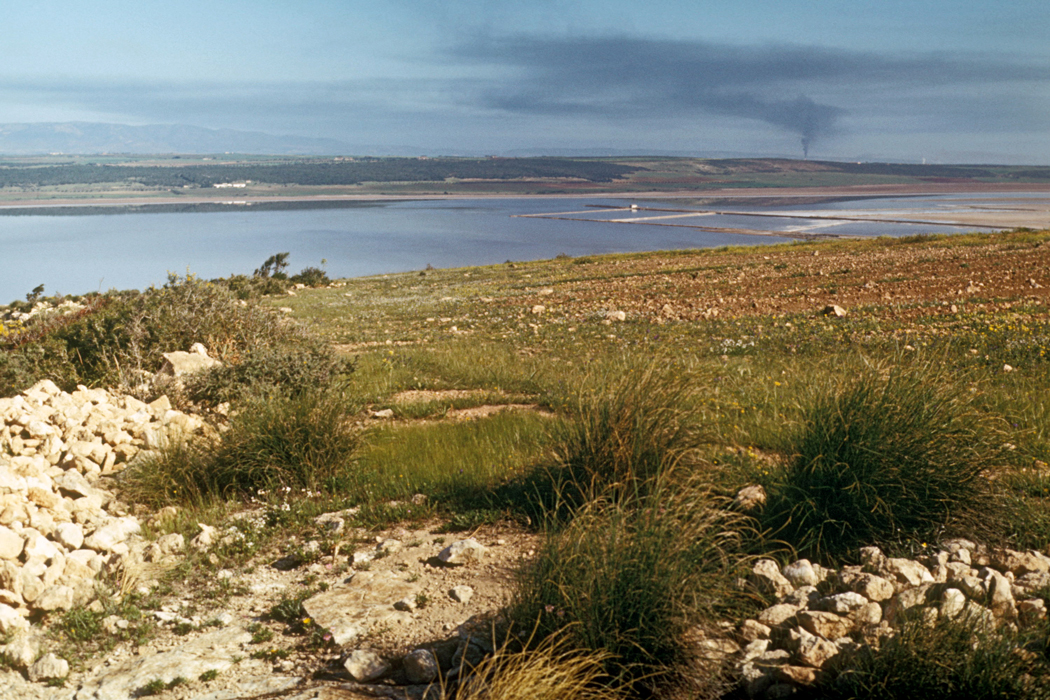
Sebha w Holandii

Sebha, sebkha, sabkha – równina nadmorska regresywnego wybrzeża w strefie suchego i ciepłego klimatu, okresowo zalewana przez sztormy lub chwilowe ingresje morskie, w pozostałych odcinkach czasu obszar lądowy. 
Typowe dla sebhy jest gromadzenie się wkładek ewaporatów wśród osadów węglanowych, a także obecność utworów eolicznych. W wyniku intensywnego parowania i wytrącania się soli z roztworów tworzą się czasem nagromadzenia w postaci naskorupień i wykwitów lub skorup solnych, o grubości wystarczającej do podjęcia ich eksploatacji. Współcześnie sebhy znane są np. z zachodniego wybrzeża Zatoki Perskiej i z południowego wybrzeża Morza Śródziemnego. Nazwa sebha pochodzi z języka arabskiego. 
Termin sebha bywa też stosowany w innym znaczeniu – jako lokalny (saharyjski) odpowiednik playa. 